# 小行星23436
小行星23436（23436 Alekfursenko）是一颗绕太阳运转的小行星，为主小行星带小行星。该小行星于1982年10月19日发现。

## 轨道参数
小行星23436的轨道半长轴为472 437 787 km，3.1580066 UA，离心率为0.200。